# Фагундес, Диего
Дие́го Сантья́го Фагу́ндес Пе́пе (исп. Diego Santiago Fagúndez Pepe; род. 14 февраля 1995, Монтевидео, Уругвай) — уругвайский футболист, атакующий полузащитник клуба «Лос-Анджелес Гэлакси».

## Биография
Фагундес переехал в США в возрасте 5 лет. После переезда он начал выступать за местные детские футбольные команды.

## Клубная карьера
В 2009 году Диего был принят в футбольную академию клуба «Нью-Инглэнд Революшн». 15 ноября 2010 года 15-летний Фагундес подписал свой первый профессиональный контракт, став первым доморощенным игроком в истории «Ревс». Его профессиональный дебют состоялся 26 апреля 2011 года в матче Открытого кубка США против «Ди Си Юнайтед», в котором он вышел на замену на 76-й минуте вместо Усмана Дабо. 6 августа 2011 года в матче против «Чивас США» Фагундес дебютировал в MLS, заменив на 66-й минуте Зака Шилоски, и забил свой первый гол в профессиональной карьере. В первых двух сезонах Диего был футболистом ротации, но в 2013 году он завоевал место в основе и стал лучшим бомбардиром клуба забив за сезон 13 мячей. В октябре 2013 года Фагундес получил грин-карту и в MLS перестал считаться иностранным игроком. В 2014 году Фагундес помог «Революшн» выйти в финал Кубка MLS. По окончании сезона 2020 контракт Фагундеса с «Нью-Инглэнд Революшн» истёк.
5 января 2021 года Фагундес на правах свободного агента подписал контракт с клубом-новичком MLS «Остин». 17 апреля в матче стартового тура сезона 2021 против «Лос-Анджелеса», ставшем для «Остина» дебютом в MLS, он вышел на замену на 70-й минуте вместо Томаса Почеттино. Он стал автором первого гола в истории «Остина», поразив ворота «Колорадо Рэпидз» 24 апреля. 22 февраля 2023 года Фагундес подписал с «Остином» новый многолетний контракт, включавший три гарантированных года до конца сезона 2025 и опцию продления на сезон 2026.
1 августа 2023 года «Остин» обменял Фагундеса и до $150 тыс. в общих распределительных средствах условно «Лос-Анджелес Гэлакси» на Мемо Родригеса и до $900 тыс. в общих распределительных средствах, из которых $300 тыс. гарантировано и $600 тыс. условно. За «Гэлакси» он дебютировал 30 августа в матче против «Сан-Хосе Эртквейкс», заменив на 35-й минуте Дугласа Косту.

## Международная карьера
В начале 2015 года Фагундес в составе молодёжной сборной Уругвая принял участие в домашнем молодёжном чемпионате Южной Америки. На турнире он сыграл в матчах против команд Чили, Перу, Венесуэлы и Колумбии. По итогам соревнований Диего помог молодёжной национальной команде завоевать бронзовые медали.

## Достижения
Лос-Анджелес Гэлакси
- Обладатель Кубка MLS: 2024
- Победитель Западной конференции MLS: 2024

Уругвай (до 20 лет)
- Бронзовый призёр молодёжного чемпионата Южной Америки: 2015